# Pittman (Familienname)
Pittman ist ein englischer Familienname.

## Herkunft und Bedeutung
Pittman ist ein Wohnstättenname, der auf die altenglischen Wörter pytt (deutsch: Grube) und mann (deutsch: Mann) zurückgeht; er bezeichnete also Personen, die in oder an einer Grube wohnten.

## Varianten
- Pitman

## Namensträger
- Barbara Pittman (1938–2005), US-amerikanische Rockabilly-Sängerin
- Booker Pittman (1909–1969), US-amerikanischer Jazzmusiker
- Christopher Pittman (* 1989), US-amerikanischer Mörder
- David Pittman-Jennings (* 1946), US-amerikanischer Opernsänger (Bassbariton)
- Dexter Pittman (* 1988), US-amerikanischer Basketballspieler
- Eliana Pittman (* 1945), brasilianische Sängerin
- Gene „Birdlegg“ Pittman (* 1947), US-amerikanischer Bluesmusiker (Mundharmonika), Sänger und Songwriter
- Jamie Pittman (* 1981), australischer Boxer
- Jana Pittman (* 1982), australische Hürdenläuferin und Sprinterin
- Karen Pittman (* 1986), US-amerikanische Schauspielerin
- Key Pittman (1872–1940), US-amerikanischer Politiker; Senator von Nevada (1913–1940)
- Lari Pittman (* 1952), US-amerikanischer Maler
- Margaret Pittman (1901–1995), US-amerikanische Bakteriologin
- Michael Pittman Jr. (* 1997), US-amerikanischer American-Football-Spieler
- Scott Pittman (* 1992), schottischer Fußballspieler
- Vail M. Pittman (1880–1964), US-amerikanischer Politiker
- Yogananda Pittman, US-amerikanische Polizistin und Chefin der United States Capitol Police